# Encore (álbum de Klaus Nomi)
Encore es un álbum recopilatorio del contratenor alemán Klaus Nomi, publicado en 1983 por RCA Records. Reúne las principales canciones de sus dos únicos trabajos de estudio, como también tres temas inéditos: la instrumental «Fanfare», «Der Nussbaum» y una versión de «Can't Help Falling in Love» interpretada originalmente por Elvis Presley en 1961.

## Lista de canciones
| N.º | Título                                                                           | Duración |  |
| 1.  | «Fanfare»                                                                        | 0:40     |  |
| 2.  | «The Cold Song»                                                                  | 4:03     |  |
| 3.  | «Total Eclipse» (en vivo, grabada en el nightclub Hurra's de Nueva York en 1979) | 4:15     |  |
| 4.  | «Can't Help Falling in Love»                                                     | 3:55     |  |
| 5.  | «Simple Man»                                                                     | 4:17     |  |
| 6.  | «Wasting My Time»                                                                | 4:14     |  |
| 7.  | «Wayward Sisters»                                                                | 1:43     |  |
| 8.  | «Ding Dong The Witch Is Dead»                                                    | 3:03     |  |
| 9.  | «You Don't Own Me»                                                               | 3:39     |  |
| 10. | «Der Nussbaum»                                                                   | 3:03     |  |
| 11. | «Lightning Strikes»                                                              | 2:59     |  |
| 12. | «The Twist»                                                                      | 3:10     |  |
| 13. | «Samson and Dalilah (Aria)»                                                      | 3:52     |  |